# Knud Wollenberger
Knud Wollenberger (* 23. Februar 1952 in Kopenhagen, Dänemark; † 25. Januar 2012 in Gortavrulla, Feakle Parish, County Clare, Irland) war ein deutschsprachiger Lyriker dänischer Nationalität und inoffizieller Mitarbeiter der DDR-Staatssicherheit.

## Leben
Knud Wollenberger war Sohn des deutschen Wissenschaftlers Albert Wollenberger und dessen dänischer Ehefrau. Die Eltern kehrten 1955 aus dem amerikanischen Exil über Dänemark in die DDR zurück. Aufgrund seiner dänischen Staatsbürgerschaft genoss Sohn Knud später fast unbeschränkte Reisefreiheit. An der Akademie der Wissenschaften der DDR, wo er nach seinem Mathematikdiplom arbeitete, lernte er Vera Lengsfeld kennen. Sie heirateten 1980 und hatten zwei Söhne.
Wollenberger war seit 1972 unter dem Tarnnamen „IM Donald“ Inoffizieller Mitarbeiter der DDR-Staatssicherheit und spionierte ab 1982 auch seine eigene Ehefrau aus, zum Beispiel in ihrer späteren Funktion als Mitgründerin der Kirche von Unten. Dies entdeckte sie selbst nach dem Ende des Regimes durch Akteneinsicht, woraufhin sie sich 1992 von ihm scheiden ließ und wieder ihren Geburtsnamen annahm. Wollenberger rechtfertigte seine Tätigkeit für die Stasi damit, dass er aufgrund seiner jüdischen Herkunft die DDR als Antwort auf Auschwitz sah und alles tun wollte, um ein neues Auschwitz zu verhindern. Er habe diesen Staat für „reformierbar und für reformwürdig“ gehalten.
In einem Brief entschuldigte sich Wollenberger bei Vera Lengsfeld und bat um Verzeihung. Er habe seine Frau durch die Zusammenarbeit schützen wollen, weil er Angst um sie gehabt habe. Vera Lengsfeld deutete an, dass eine private Klärung möglich gewesen wäre, wenn der Fall nicht in die Öffentlichkeit gelangt wäre.
Wollenberger berichtete der Staatssicherheit auch über den Friedenskreis Pankow, wozu er sich 1992 bekannte und später schriftlich Stellung bezog.
Ab 1985 arbeitete Wollenberger als Imker, der sich im Sommer in Berlin-Buch um 120 Bienenvölker kümmerte.
1999 arbeitete er in Dortmund beim Musiksender Onyx.tv und später noch bis 2004 als TV-Editor in Berlin. Auch als Poetry-Slammer machte er sich in der Szene bei verschiedenen Auftritten in ganz Deutschland einen Namen. Auf einem entsprechenden CD-Sampler ist er mit einem Stück vertreten.
Ab 2004 lebte Wollenberger zurückgezogen in Berlin-Buch. 2009 zog er zusammen mit seiner zweiten Frau Christiane nach Scarriff, Clare, Irland. Das Paar heiratete dort am 7. Juni 2010. Am 25. Januar 2012 starb er an Multisystematrophie, an der er seit 1998 erkrankt war. Sein Nachlass befindet sich im Archiv der DDR-Opposition der Robert-Havemann-Gesellschaft.
In der Traueranzeige stand ein Satz, der nach Darstellung von Erik Steffen in einem Nachruf auf Wollenberger wie eine kryptische Lebensbilanz wirkte: „Und eine schwarze Sonne leckt die letzten Strahlen!“
In seiner Bewertung kommt der Bürgerrechtler Roland Jahn zu dem Schluss, dass Wollenberger echte Reue gezeigt habe. Sein Fall zeige, dass auch in Extremfällen Vergebung möglich sei.

## Werke
- Azurazur. Gedichte, Peter-Segler-Verlag, Freiberg (Sachsen) 2003, ISBN 3-931445-69-0.
- zahlreiche Texte in der Anthologie Zwischen den Zeiten – 1990–2000. Peter-Segler-Verlag, Freiberg (Sachsen) 2003, ISBN 3-931445-07-0.
- Die Gedichte Darkroom und Sommer.Sonnen Untergang im Buch Punkt. Eine Anthologie. Faden-Verlag, Berlin/Leipzig 1999, ISBN 3-932594-07-X.